# Exsultet

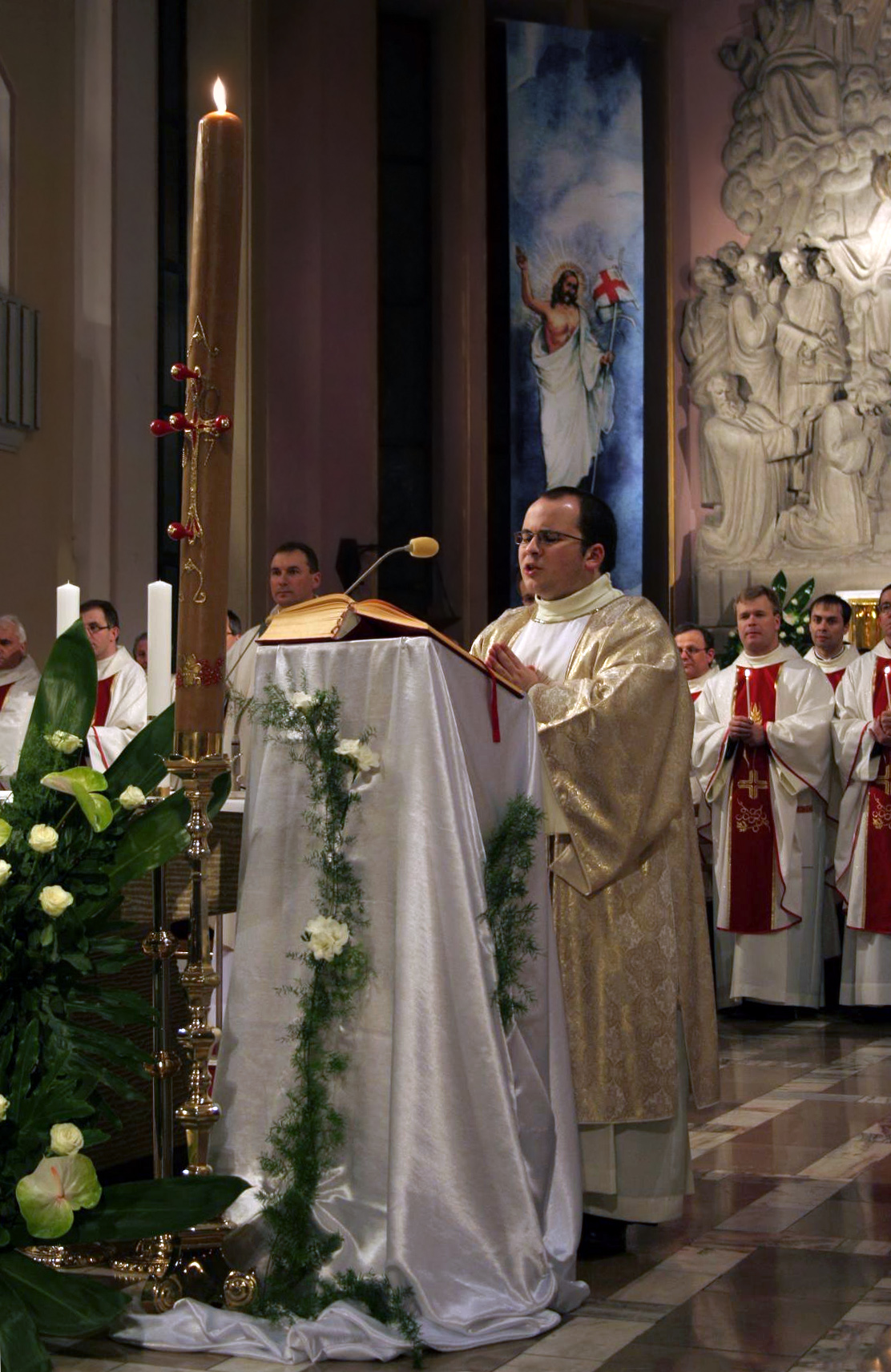

Công bố Tin Mừng Phục Sinh (hoặc Mừng vui lên, tiếng Latinh: Exsultet) là bài thánh ca theo truyền thống phương Tây được dùng trong Đêm Canh thức Phục sinh (thánh lễ Vọng Phục sinh Thứ bảy Tuần Thánh). Bài thánh ca này được dùng trong nghi lễ Latinh của Giáo hội Công giáo Rôma, các giáo hội Anh giáo, các hệ phái Tin Lành ở Đức, Bắc Âu cũng như các nhánh Kitô giáo phương Tây khác.
Bài thánh ca này được hát sau nghi thức Lửa Mới, trước nghi thức phụng vụ Lời Chúa, do một phó tế hát, nếu không có phó tế thì do linh mục chủ tế hoặc một thừa tác viên hát.

## Bản văn tiếng Việt và Latinh
Bản tiếng Việt bám sát giai điệu gốc phổ biến nhất và được hầu hết các giáo xứ Việt Nam sử dụng là của linh mục Văn Chi.
| Mừng vui lên! Hỡi muôn lớp cơ binh thiên thần trên trời! Mừng vui lên! Hỡi những nhiệm mầu Thánh này! Tiếng loa cứu độ hãy vang rền không gian Mừng reo chiến công khải hoàn Vua nhân trần Và vui lên! Hỡi Trái Đất vui lên, rực rỡ trong ánh huy hoàng chiếu soi, và trong ánh quang vinh Vua muôn đời chói ngời. Tất cả vũ trụ hãy vui mừng hân hoan, được ơn thoát ly xa miền tối u sầu Mừng vui lên! Ôi Mẹ Hội Thánh vui lên uy nghiêm trong muôn ngàn ánh quang Khắp nơi trong cung điện này hòa vang lên Ngàn muôn tiếng ca reo mừng của nhân trần Hợp nhau đây, tôi xin anh chị em rất thân yêu, đang hân hoan tham dự nguồn sáng này, hết tâm kêu xin cùng Chúa uy linh, tha thiết khấn xin lòng Chúa nhân từ Người đã thương ban, tôi dù không có công chi, cho tôi gia nhập hàng tư tế Người Khấn xin Chúa đổ tràn ánh sáng người,. để tôi hân hoan ca tụng nến sáng huy hoàng. Linh mục: Chúa ở cùng anh chị em. Giáo dân: và ở cùng Cha. Linh mục: Hãy nâng tâm hồn lên. Giáo dân: Chúng con đang hướng về Chúa. Linh mục: Hãy tạ ơn Chúa là Thiên Chúa chúng ta. Giáo dân: Thật là chính đáng. Thật chính đáng Việc dâng lên tâm tư ca tụng Thiên Chúa Cha Đấng thiêng liêng toàn năng, và Đức Giê-su Ki-tô, Con Một người, Chúa chúng tôi. Người đã thay thế chúng tôi trả nợ Adam, với Chúa Cha muôn thuở, và đã lấy máu hồng quý giá! rửa sạch án tổ tông xưa Vì đây là lễ vượt qua, lễ mà chiên thật bị sát tế, trong máu chiên môi miệng tín hữu được thánh hiến đêm nay. Này là đêm, mà cha ông chúng tôi: là con cháu Israel thoát ly Ai Cập xưa Chúa đã cho tiến qua Biển Đỏ vẫn khô chân. Chính đây là đêm nhờ ánh sáng cột lửa thiêng xóa tan mọi bóng tối nhân gian! Này là đêm, mà hết những ai có lòng tin Chúa Ki-tô khắp trên trần gian, được cứu thoát hết các vết nhơ và tối tăm tội khiên, được ơn thiêng đưa về hợp đoàn cùng các thánh nhân. Đây là đêm, xiềng xích bị bẻ tung Đức Ki-tô khải hoàn chiến thắng vinh quang. Vì chưng nếu không được ơn cứu chuộc khỏi tội khiên, chúng ta sinh ra nào có ích chi? Ôi nhiệm mầu thay! lòng yêu thương của Chúa không ai hiểu thấu Để cứu chuộc đầy tớ, Chúa đã nộp chính con yêu! Ôi cần thiết thay, tội Adam, tội đã được tẩy xóa chính nhờ sự chết Chúa Ki-tô! Ôi tội hồng phúc, đã ban cho chúng ta Đấng cứu chuộc rất cao sang Ôi đêm hồng phúc, đêm nối kết trời đất, Chỉ mình Người biết giờ Đức Ki-tô từ cõi chết đã vinh thăng! Này là đêm mà sách thánh đã ghi: "Là đêm rực rỡ sáng như bình minh: đêm mà ánh sáng soi cho ta biết bao cảm mến sướng vui." Vì thế sự thánh thiện của đêm nay xua đuổi hết tội khiên, tẩy sạch vết nhơ, người có tội được sạch trong, kẻ ưu phiền được sướng vui hân hoan; Này là đêm, phá tan hận thù oán ghét, mang lại hòa thuận, yêu thương khuất phục mọi quyền bính thế gian. Kính lạy Cha Chí Thánh, nguyện xin muôn ngàn ơn thánh đêm nay nhận lấy như hương lễ chiều hôm, là lễ nghi dâng cây nến làm bởi sáp ong tinh tuyền đây. do tay thừa tác viên giáo hội cùng tiến dâng lên Giờ đây tôi hiểu thấu ý nghĩa của ngọn nến thắp ngọn lửa lung linh để Thiên Chúa được ngợi chúc tôn vinh Dù phân chia ở khắp thế gian cũng không hao mòn chi, vì ánh lửa soi sáng đêm nay làm bởi sáp ong do Mẹ đã gây nên Ôi đêm hồng phúc, này đêm nối kết trời đất phối hợp Thiên Chúa với muôn người thế chúng tôi Kính Lạy Cha chí thánh, nguyện xin cho cây nến này đâng Chúa đây luôn luôn được ngời sáng, phá tan mọi bóng tối đêm nay Nguyện cho ngọn nến này dâng Chúa đêm nay, thơm tho như lễ dâng chiều hôm hòa hợp với muôn ngàn ánh sáng thiên cung Ước chi ngôi sao mai không bao giờ lặn đi, chính là con Chúa Đức Ki-tô, Người đã từ ngục tối tăm, huy hoàng chiếu sáng nhân gian Người là đấng thống trị hằng sống đến muôn đời muôn kiếp vinh quang. Giáo dân: Amen. | Exultet iam angelica turba caelorum: exultent divina mysteria: et pro tanti Regis victoria tuba insonet salutaris. Gaudeat et tellus tantis irradiata fulgoribus: et, aeterni Regis splendore illustrata, totius orbis se sentiat amisisse caliginem. Laetetur et mater Ecclesia, tanti luminis adornata fulgoribus: et magnis populorum vocibus haec aula resultet. Quapropter astantes vos, fratres carissimi, ad tam miram huius sancti luminis claritatem, una mecum, quaeso, Dei omnipotentis misericordiam invocate. Ut, qui me non meis meritis intra Levitarum numerum dignatus est aggregare, luminis sui claritatem infundens, cerei huius laudem implere perficiat. Vers. Dominus vobiscum. Resp. Et cum spiritu tuo. Vers. Sursum corda. Resp. Habemus ad Dominum. Vers. Gratias agamus Domino Deo nostro. Resp. Dignum et iustum est. Vere dignum et iustum est, invisibilem Deum Patrem omnipotentem Filiumque eius unigenitum, Dominum nostrum Iesum Christum, toto cordis ac mentis affectu et vocis ministerio personare. Qui pro nobis aeterno Patri Adae debitum solvit, et veteris piaculi cautionem pio cruore detersit. Haec sunt enim festa paschalia, in quibus verus ille Agnus occiditur, cuius sanguine postes fidelium consecrantur. Haec nox est, in qua primum patres nostros, filios Israel eductos de Aegypto, Mare Rubrum sicco vestigio transire fecisti. Haec igitur nox est, quae peccatorum tenebras columnae illuminatione purgavit. Haec nox est, quae hodie per universum mundum in Christo credentes, a vitiis saeculi et caligine peccatorum segregatos, reddit gratiae, sociat sanctitati. Haec nox est, in qua, destructis vinculis mortis, Christus ab inferis victor ascendit. Nihil enim nobis nasci profuit, nisi redimi profuisset. O mira circa nos tuae pietatis dignatio! O inaestimabilis dilectio caritatis: ut servum redimeres, Filium tradidisti! O certe necessarium Adae peccatum, quod Christi morte deletum est! O felix culpa, quae talem ac tantum meruit habere Redemptorem! O vere beata nox, quae sola meruit scire tempus et horam, in qua Christus ab inferis resurrexit! Haec nox est, de qua scriptum est: Et nox sicut dies illuminabitur: et nox illuminatio mea in deliciis meis. Huius igitur sanctificatio noctis fugat scelera, culpas lavat: et reddit innocentiam lapsis et maestis laetitiam. Fugat odia, concordiam parat et curvat imperia. In huius igitur noctis gratia, suscipe, sancte Pater, laudis huius sacrificium vespertinum, quod tibi in hac cerei oblatione sollemni, per ministrorum manus de operibus apum, sacrosancta reddit Ecclesia. Sed iam columnae huius praeconia novimus, quam in honorem Dei rutilans ignis accendit. Qui, licet sit divisus in partes, mutuati tamen luminis detrimenta non novit. Alitur enim liquantibus ceris, quas in substantiam pretiosae huius lampadis apis mater eduxit.² O vere beata nox, in qua terrenis caelestia, humanis divina iunguntur!¹ Oramus ergo te, Domine, ut cereus iste in honorem tui nominis consecratus, ad noctis huius caliginem destruendam, indeficiens perseveret. Et in odorem suavitatis acceptus, supernis luminaribus misceatur. Flammas eius lucifer matutinus inveniat: Ille, inquam, lucifer, qui nescit occasum: Christus Filius tuus, qui, regressus ab inferis, humano generi serenus illuxit, et tecum vivit et regnat in saecula saeculorum. Resp. Amen. |